# Jim Montgomery
James Paul Montgomery, conegut com a Jim Montgomery, (Madison, Estats Units 1955) és un nedador estatunidenc, ja retirat, guanyador de quatre medalles olímpiques.

## Biografia
Va néixer el 24 de gener de 1955 a la ciutat de Madison, població situada a l'estat de Wisconsin.

## Carrera esportiva
Especialista en crol i les proves de relleus, va participar, als 21 anys, en els Jocs Olímpics d'Estiu de 1976 realitzats a Mont-real (Canadà), on va aconseguir guanyar la medalla d'or en les proves dels 100 metres lliures, relleus 4x200 metres lliures i 4x100 metres estils, establint sengles rècords del món amb uns temps de 49.99 segons, 7:23.22 minuts i 3:42.22 minuts respectivament. Així mateix aconseguí guanyar la medalla de bronze en la proves dels 200 metres lliures. Amb el seu rècord del món dels 100 metres lliures es convertí en el primer home a baixar dels 50 segons en aquesta prova.
Al llarg de la seva carrera guanyà nou medalles al Campionat del Món de natació, entre elles set medalles d'or.